# Walter Kohn

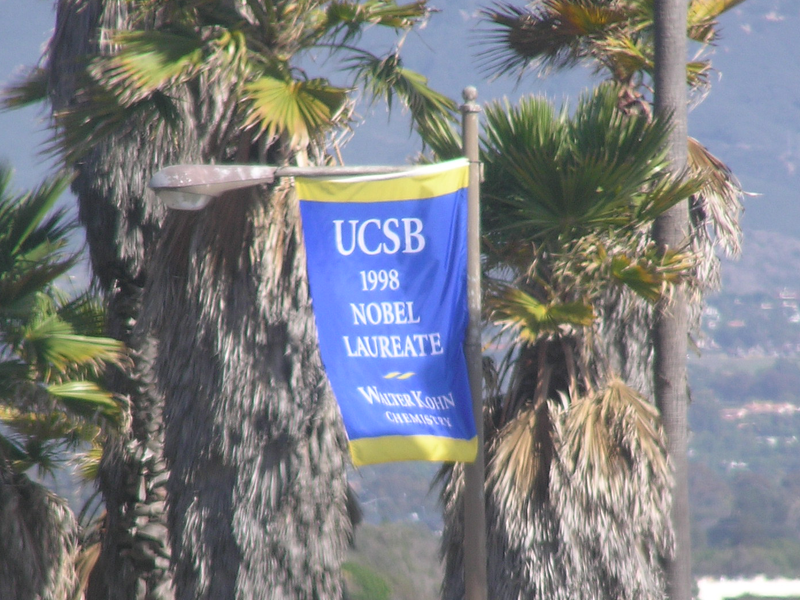
Een spandoek bij de Universiteit van Californië - Santa Barbara, ter herinnering aan het feit dat Walter Kohn de Nobelprijs won in 1998.

Walter Kohn (Wenen, 9 maart 1923 – Santa Barbara (Californië), 19 april 2016) was een Amerikaans theoretisch natuurkundige en Nobelprijswinnaar. Hij kreeg in 1998 de Nobelprijs voor de Scheikunde voor zijn ontwikkeling van de dichtheidsfunctionaaltheorie. Hij moest de prijs delen met John Pople, die de prijs voor een ander onderzoek kreeg.
Kohns onderzoek maakte het mogelijk om kwantummechanische effecten toe te passen in de elektronische dichtheid.

## Biografie

### Jonge jaren in Canda
Kohn werd geboren in Oostenrijk als zoon van de joodse ouders Salamon en Gittel Kohn. Op zijn 17e ontvluchtte hij zijn thuisland na de Anschluss bij Duitsland. Via het beroemde Kindertransport kwam hij eerst in het Verenigd Koninkrijk terecht, en werd vandaar doorgestuurd naar Canada. Zijn beide ouders werden later gedood in het vernietigingskamp Auschwitz tijdens de Holocaust.
In juli 1940 arriveerde hij in Québec City, en reisde van daar per trein naar een kamp in Trois Rivieres. Vanweg zijn Oostenrijkse nationaliteit kwam hij eerst in een interneringskamp terecht vlak bij Sherbrooke, Québec. Dit kamp bood de mogelijkheid tot het volgen van opleidingen, iets waar Kohn volop gebruik van maakte. Zijn studie zorgde ervoor dat hij toegelaten werd aan de Universiteit van Toronto.
Daar hij de Duitse nationaliteit had mocht hij niet het scheikundegebouw betreden, dus koos Kohn voor natuurkunde en wiskunde als zijn studierichtingen.

### Wetenschappelijke carrière
Kohn kreeg in 1945, aan het eind van zijn een jaar durende militaire dienstplicht, een bachelor in de wiskunde, hoewel hij slechts 2,5 van de vier jaar durende studie had voltooid. In 1946 behaalde hij een M.A.-graad in de wiskunde aan de Universiteit van Toronto en in 1948 een Ph.D. in de natuurkunde aan de Harvard-universiteit.
Kohn verhuisde van Harvard naar de Carnegie Mellon University, waar hij van 1950 tot 1960 werkte en studeerde. In 1957 emigreerde hij officieel naar de Verenigde Staten, en verwierf de Amerikaanse nationaliteit. Kohns connectie met Bell Labs zorgde ervoor dat hij betrokken raakte bij halfgeleider-natuurkunde. Lange tijd werkte hij samen met Luttinger, waaronder aan de ontwikkeling van het Luttinger-Kohn model voor een halfgeleidende bandenstructuur. In 1960 vertrok Kohn naar de net opgerichte Universiteit van Californië in San Diego, waar hij tot 1979 bleef werken. Daarna aanvaardde hij een directeurspositie aan het nieuwe Institute for Theoretical Physics in Santa Barbara. In 1984 werd hij professor aan de Universiteit van Californië - Santa Barbara, een positie die hij tot zijn emeritaat in 1999 heeft behouden.
Kohn leverde waardevolle bijdragen aan de halfgeleiderfysica, waarvoor hij de Oliver E. Buckley Prize kreeg van de American Physical Society. Hij ontving ook de Feenburg-medaille voor zijn bijdragen aan het velelichamenprobleem. Zijn werk aan de dichtheidsfunctionaaltheorie werd gestart door een bezoek aan de École Normale Supérieure (ENS) in Parijs. Hij werkte samen met Pierre Hohenberg aan dit onderzoek. Met de dichtheidsfunctionaaltheorie wordt in plaats van de klassieke golffunctie Ψ de elektronendichtheid r als basisgrootheid gebruikt. Deze theorie maakt het berekenen van de elektronenverdeling in moleculen eenvoudiger, omdat in deze theorie slechts drie variabelen nodig zijn in plaats van 3N-variabelen voor N-deeltjes. De hieruit resulterende Hohenberg-Kohn theore leidde uiteindelijk tot de Kohn-Sham-vergelijking. Deze wordt vandaag de dag nog volop gebruikt in onderzoek naar materialen.
Kohn was lid van de International Academy of Quantum Molecular Science.

## Publicaties
- W. Kohn, An essay on condensed matter physics in the twentieth century, Reviews of Modern Physics, Vol. 71, No. 2, pp. S59-S77, Centenary 1999. APS
- W. Kohn, Nobel Lecture: Electronic structure of matter — wave functions and density functionals, Reviews of Modern Physics, Vol. 71, No. 5, pp. 1253–1266 (1999). APS
- D. Jérome, T.M. Rice, and W. Kohn, Excitonic Insulator, Physical Review, Vol. 158, No. 2, pp. 462–475 (1967). APS
- P. Hohenberg, and W. Kohn, Inhomogeneous Electron Gas, Physical Review, Vol. 136, No. 3B, pp. B864-B871 (1964). APS
- W. Kohn, and L.J. Sham, Self-Consistent Equations Including Exchange and Correlation Effects, Physical Review, Vol. 140, No. 4A, pp. A1133-A1138 (1965). APS
- W. Kohn, and J.M. Luttinger, New Mechanism for Superconductivity, Physical Review Letters, Vol. 15, No. 12, pp. 524–526 (1965). APS
- W. Kohn, Theory of the Insulating State, Physical review, Vol. 133, No. 1A, pp. A171-A181 (1964). APS
- W. Kohn, Cyclotron Resonance and de Haas-van Alphen Oscillations of an Interacting Electron Gas, Physical Review, Vol. 123, pp. 1242–1244 (1961). APS